# Deutscher Landschaftsarchitektur-Preis

Logo des Deutschen Landschaftsarchitektur-Preises

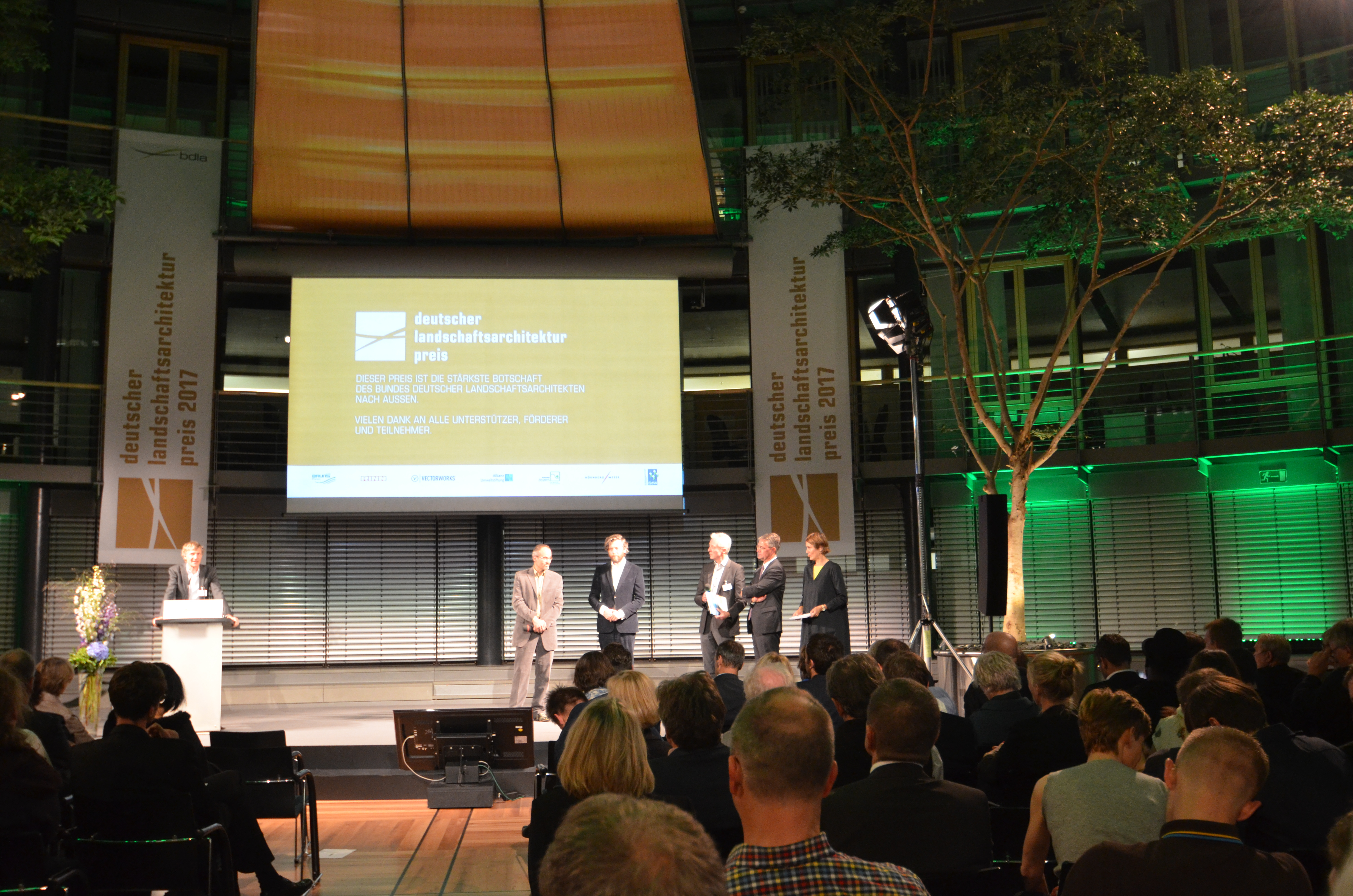
Preisverleihung 2017

Der Deutsche Landschaftsarchitektur-Preis, bis 1991 BDLA-Preis, ist eine Auszeichnung, die seit 1977 im zweijährlichen Rhythmus vom Bund Deutscher Landschaftsarchitekten (BDLA) ausgelobt wird.

## Grundlagen
Mit dem Deutschen Landschaftsarchitektur-Preis werden beispielhafte Projekte der zeitgemäßen, sozial und ökologisch orientierten Freiraum- und Landschaftsplanung und deren Verfasser ausgezeichnet. Mit einer Würdigung werden herausragende Planungsleistungen bedacht, die ästhetisch anspruchsvolle und innovative Lösungen aufweisen.
Das Preisgericht besteht aus mindestens fünf unabhängigen Sachverständigen, darunter einem Präsidiumsmitglied des BDLA. Die Jury kann bis zu zwei erste Preise und bis zu acht Würdigungen vergeben.
2009 lobte der BDLA parallel zum Deutschen Landschaftsarchitektur-Preis erstmals einen Sonderpreis aus. In besagtem Jahr stand der Privatgarten als Ort der Innovation, als Spiel- und Handlungsfreiraum und als moderne Verknüpfung zwischen Architektur und Landschaft im Mittelpunkt des Wettbewerbes um den Sonderpreis 2009. Der Sonderpreis 2011 war der Freiflächengestaltung als Qualitätssicherung städtischen Wohnens gewidmet. Mit ihm wurden herausragende Außenanlagen im engeren und weiteren Wohnumfeld ausgezeichnet.
Auch 2013 erfolgte wieder die Auslobung von Sonderpreisen; aus den eingereichten Wettbewerbsarbeiten vergab die Jury Sonderpreise in den Kategorien „Wohnumfeld“ und „Infrastruktur und Landschaft“ an herausragende Planungsleistungen.
Von 2001 bis 2015 wurde der Wettbewerb im Rahmen einer vom BDLA herausgegebenen Publikation in Buchform dokumentiert (siehe #Literatur).

## Preisträger
| Jahr   | Kategorie                            | Projekt | Preisträger |
| ------ | ------------------------------------ | --- | --- |
| 1977 a | Hauptpreis                           | Wohnbebauung „Am Jagdfeld“ München-Haar                                                                                       | Hans Luz und Wolfgang Miller, Stuttgart |
| 1979 b | Hauptpreis                           | Steinbruch Groß-Bieberau | Heinz Eckebrecht, Kelkheim |
| 1979 b | Hauptpreis                           | Gemeinschaftshalde Bergkamen                                                                                                  | Hans Friedrich Werkmeister und Martin Heimer, Hildesheim |
| 1981 c | Hauptpreis                           | Freiraumgestaltung Altstadt, Stadt Engen                                                                                      | Karl Bauer, Karlsruhe |
| 1981 c | Hauptpreis                           | Umsteigeanlage Königsplatz innerhalb der Fußgängerbereiche Augsburg                                                           | Planungsgemeinschaft Fußgängerbereiche Augsburg (Hans Engel; Gottfried Hansjakob, Frieder Pfister, Hans-Jürgen Schiffler)                                                                                          |
| 1981 c | Hauptpreis                           | Fußgängerzone Innenstadt Ludwigshafen                                                                                         | Gunnar Martinsson und Karl Bauer, Karlsruhe |
| 1981 c | Hauptpreis                           | Fußgängerzonen und verkehrsberuhigte Straßen und Plätze, Bad Münstereifel                                                     | Heinrich Raderschall, Carl Möhrer, Friedrich-Wilhelm Peters, Bonn |
| 1981 c | Hauptpreis                           | Gestaltungskonzept Zentraler Bereich Walle, Bremen                                                                            | Team – Grün – Plan (Hartmut Kreikenbaum, Luc Lepère, Karl Schreckenberg, unter Mitarbeit von Gunda Orf und Johanna Spalink), Bremen                                                                                |
| 1981 c | Hauptpreis                           | Neckaruferbebauung Nord, Mannheim                                                                                             | Wolfgang Tiedje, unter Mitarbeit von Reinhold Weishaupt, Peter Dresel, Einald Sandreuther und Werner Single, Franz Jarchov, Architektengruppe Weber, Atelier Lohrer, Atelier Stankowski + Partner und Dieter Lahme |
| 1983 d | Umweltverträglichkeitsprüfungen      | Umweltverträglichkeitsstudie L 288 n Haan/Hilden                                                                              | Planungsgruppe Ökologie + Umwelt (H. Langer, G. Albert, M. de Boer, J. Nuijens, M. Symoens), Hannover |
| 1983 d | Umweltverträglichkeitsprüfungen      | Gutachten zur Umweltverträglichkeit der Bundesautobahn A 4 – Rothaargebirge                                                   | Hans Kiemstedt, U. Trommsdorff, Stefan Wirz, Hannover |
| 1983 d | Landschaftspflegerische Begleitpläne | Landschaftspflegerischer Begleitplan zum Bauentwurf der Autobahn A 1 – Eifelautobahn                                          | Büro Sieghart Finke (S. Finke, L. Braun, D. Göhre, W. Schumacher, M. Prion), Langenfeld |
| 1983 d | Landschaftspflegerische Begleitpläne | Landschaftspflegerischer Begleitplan zum Bauentwurf für die geplante Bundesstraße B 28 n / B 312 n von Reutlingen nach Urach  | Gruppe Ökologie + Planung (K.-H. Grohs, R. Preißmann, T. Kleinebram, B. Parsow), Essen |
| 1983 d | Landschaftspflegerische Begleitpläne | Landschaftspflegerischer Begleitplan Ausbau Teltow-Kanal                                                                      | Büro Hannelore Kossel (B. Bergande, F. Protzmann, K. Thomanek, G. Herbst, H. Kluth, M. Heisig, B. Ritterbusch), Berlin                                                                                             |
| 1985 e | Hauptpreis                           | Landschaftsplan Niederung Huchting-Grolland, Bremen                                                                           | Planungsgruppe Grün (Dejonckheere - Köhler - Spiegelhauer), Bremen |
| 1985 e | Hauptpreis                           | Renaturierungsplanung Wöknitzniederung, Bad Oldesloe                                                                          | Peter Wellnitz, Hamburg |
| 1985 e | Hauptpreis                           | Pflege- und Entwicklungsplan für Naturschutzgebiete im Raum Speyer-Römerberg, Ludwigshafen-Altrip-Neuhofen, Bobenheim-Roxheim | Planungsgruppe Ökologie + Umwelt (H. Langer, G. Albert, A. Hoppenstedt), Hannover |
| 1987 f | Hauptpreis                           | Handtuchgarten Celle | Siegmund Behr, Celle |
| 1987 f | Hauptpreis                           | Garten Boyer | Armin Boyer, Duisburg |
| 1987 f | Hauptpreis                           | Garten Landscheider Mühle | Gottfried Kühn, Landscheid |
| 1987 f | Hauptpreis                           | Hermannshof in Weinheim | Hans Luz und Urs Walser, Stuttgart |
| 1989 g | Hauptpreis                           | Kaiserplatz Stolberg | ARGE Heinz-W. Hallmann und Heinz W. Rohn, Aachen, und Mitarbeiter sowie Büro Dorfplan, Eberhard Hirsch und Eberhard Wiegand, Stolberg-Dorf                                                                         |
| 1989 g | Hauptpreis                           | Hafeninsel Saarbrücken | Peter Latz und Mitarbeiter, München |
| 1989 g | Sonderpreis                          | Mehr Natur in die Stadt – Beispiel Erlangen                                                                                   | Reinhard Grebe, Nürnberg |
| 1991 e | Hauptpreis                           | Modellhafte Gestaltung des Wohnumfeldes von Tauberbischofsheim-Dittwar                                                        | Armin Hauenstein, Untermünkheim |
| 1991 e | Hauptpreis                           | Umfassende Dorferneuerung in Reisbach                                                                                         | Barbara Baumann, Almuth Bödeker, SBS Planungsgemeinschaft Sidonie Bilger-Wölpert und Hartmut Schließer, München |
| 1993   | Hauptpreis                           | Gesamtwerk „Vom Vorgartenmäuerle zum Grünen U“ – 40 Jahre Garten- und Landschaftsarchitekt in Stuttgart                       | Hans Luz, Stuttgart |
| 1995   | Hauptpreis                           | Stadt Heilbronn: Stadtteilpark auf ehemaligem Ziegeleigelände                                                                 | Karl Bauer, Karlsruhe |
| 1995   | Hauptpreis                           | Grünleitplan Schlema – Aue – Schneeberg                                                                                       | Siegfried Knoll, Sindelfingen |
| 1997   | Hauptpreis                           | Szenarien für die Landschaftsentwicklung der Hersbrucker Alb                                                                  | Gerd Aufmkolk und Sigrid Ziesel, Werkgemeinschaft Freiraum, Nürnberg |
| 1997   | Hauptpreis                           | Stadtgarten Böblingen | Arbeitsgemeinschaft mit Alban Janson und Sophie Wolfrum, Angela Bezzenberger, Brigitte Schmelzer, Stuttgart |
| 1999   | Hauptpreis                           | Siedlungsnahe Grünflächen Neue Wiesen in Berlin-Karow                                                                         | Büro für Freiraumplanung, Andrea Schirmer und Martina Kernbach, Landschaftsarchitektinnen, Berlin |
| 2001   | Hauptpreis                           | Landschaftsentwicklungsplan Reussdelta am Vierwaldstättersee, Kanton Uri/Schweiz                                              | Ottomar Lang, Institut für Landschaftspflege und Umweltschutz Ottomar Lang AG, Uster (Schweiz) |
| 2001   | Hauptpreis                           | Lustgarten in Berlin-Mitte | Atelier Hans Loidl, Berlin |
| 2003   | Hauptpreis                           | Stadteingang Aalen: Landschaftskunst                                                                                          | Stötzer & Neher Landschaftsarchitekten, Sindelfingen/Berlin |
| 2003   | Hauptpreis                           | Städtebauliches, landschaftsplanerisches Strukturkonzept für Hamburg-Neugraben/Fischbek 2002                                  | cet-0, stadt landschaft architektur, Berlin, und kunst + herbert, Hamburg |
| 2005   | Hauptpreis                           | Landschaftspark Riem. Ein Park ohne Grenzen                                                                                   | Latitude Nord, Gilles Vexlard, Laurence Vacherot, Maisons-Alfort (Frankreich) |
| 2005   | Hauptpreis                           | Alter Flugplatz Niddawiesen bei Kalbach / Bonames – Maurice-Rose-Airfield                                                     | GTL Gnüchtel – Triebswetter Landschaftsarchitekten GbR, Kassel |
| 2007   | Hauptpreis                           | Geschichtspark Ehemaliges Zellengefängnis Moabit, Berlin                                                                      | Udo Dagenbach, Glaßer und Dagenbach, Berlin |
| 2007   | Hauptpreis                           | Werkserweiterung Fensterfabrik Hagendorn-Cham (Schweiz)                                                                       | Niklaus Graber, Christoph Steiger, Stefan Koepfli, Architekten ETH/BSA/SIA GmbH, Luzern (Schweiz) |
| 2009   | Hauptpreis                           | CarlAlexanderPark I in Baesweiler                                                                                             | Büro Davids I Terfrüchte + Partner, Essen |
| 2009   | Hauptpreis                           | ULAP-Platz in Berlin | Till Rehwaldt |
| 2009   | Hausgarten                           | Villengarten in Sankt Gilgen                                                                                                  | Rainer Schmidt, Danilo Silvestrin, München, Andreas Moosgassner, St. Gilgen |
| 2011   | Hauptpreis                           | Park auf dem Nordbahnhof, Berlin                                                                                              | Fugmann Janotta Landschaftsarchitektur und Landschaftsplanung, Harald Fugmann, Martin Janotta, Berlin |
| 2011   | Hauptpreis                           | Schloss Freudenstein, Freiberg                                                                                                | Birgit Hammer Landschafts.Architektur, Berlin |
| 2011   | Wohnumfeld                           | Umgestaltung des Schorfheideviertels, Berlin-Marzahn                                                                          | gruppe F Landschaftsarchitekten Pütz, Kleyhauer, Bauermeister, Berlin |
| 2013   | Hauptpreis                           | Park am Löbauer Wasser, Landesgartenschau Löbau 2012                                                                          | hutterreimann Landschaftsarchitektur, Berlin/Wien, Barbara Hutter, Stefan Reimann |
| 2013   | Wohnumfeld                           | BIGyard Gartenhof, Berlin-Prenzlauer Berg                                                                                     | herrburg Landschaftsarchitekten, Berlin, Mareike Schönherr, Susanne Friedburg, Markus Schönherr |
| 2013   | Infrastruktur und Landschaft         | Masterplan emscher:zukunft – die Emscher zwischen Dortmund und Dinslaken                                                      | RMP Stephan Lenzen Landschaftsarchitekten, Bonn, ASTOC Architects and Planners, Köln, in Zusammenarbeit mit Landschaft Planen und Bauen, Berlin, Post und Welters, Dortmund                                        |
| 2015   | Hauptpreis                           | Park am Gleisdreieck, Berlin                                                                                                  | Atelier Loidl Landschaftsarchitekten, Berlin, Leonard Grosch, Bernd Joosten, Felix Schwarz |
| 2015   | Wohnumfeld                           | Quartierssanierung Flensburg-Fruerlund – Wohnen für Generationen                                                              | kessler.krämer Landschaftsarchitekten (Martin Kessler, Christine Krämer), Flensburg |
| 2015   | Infrastruktur und Landschaft         | Interdisziplinärer Wettbewerb für die Planung der Rastanlage „Lange Berge“ an der A 73 bei Drossenhausen                      | 15 Arbeitsgemeinschaften aus Landschaftsarchitekten und Verkehrsplanern |
| 2015   | Nachhaltige Außenanlagen             | Energieberg Georgswerder, Hamburg                                                                                             | Häfner/Jiménez Büro für Landschaftsarchitektur (Winfried Häfner, Jens Betcke, Thomas Jarosch, Anne Rauhut, Jenny Sprafke), Berlin                                                                                  |
| 2015   | Licht im Freiraum                    | Kemptener Tor, Kaufbeuren | ver.de landschaftsarchitektur (Birgit Kröniger, Jochen Rümpelein, Robert Wenk), Freising |
| 2017   | Pflanzenverwendung                   | Lohsepark | VOGT Landschaftsarchitekten (Günther Vogt), Zürich und Berlin |
| 2017   | Grüne Infrastruktur als Strategie    | Siegen – Zu neuen Ufern | Atelier Loidl Landschaftsarchitekten (Bernd Joosten), Berlin |
| 2017   | Quartiersentwicklung und Wohnumfeld  | Dachgarten wagnis 4, München                                                                                                  | Wamsler Rohloff Wirzmüller FreiRaumArchitekten |
| 2017   | Partizipation und Planung            | wagnisART - wohnumfeld als partizipativer prozess, München                                                                    | bauchplan, München |
| 2017   | Naturschutz und Landschaftserleben   | Botanischer Volkspark Blankenfelde-Pankow                                                                                     | Fugmann Janotta Partner Landschaftsarchitekten und Landschaftsplaner bdla (Harald Fugmann) |
| 2017   | Sport, Spiel, Bewegung               | Play_Land – Jugendtreff und Spiellandschaft, Oberhausen-Holten                                                                | wbp Landschaftsarchitekten |
| 2017   | Klimaanpassung und Nachhaltigkeit    | terra nova BiosphärenBand, Rhein-Erft-Kreis                                                                                   | bbz landschaftsarchitekten und Ernst Scharf, Berlin |
| 2017   | Licht im Freiraum                    | L.-Fritz-Gruber-Platz, Köln                                                                                                   | scape Landschaftsarchitekten (Hiltrud M. Lintel) |
| 2017   | Landschaftsarchitektur im Detail     | Ottoplatz, Köln | bbzl böhm benfer zahiri landschaften städtebau |
| 2019   | Hauptpreis                           | Baakenpark – Sehnsuchtsort in der östlichen HafenCity Hamburg                                                                 | Atelier Loidl Landschaftsarchitekten, Berlin |
| 2019   | Öffentlicher Raum als Zentrum        | Stadt Landschaft Burg | relais Landschaftsarchitekten Heck Mommsen PartGmbB, Berlin |
| 2019   | Wohnumfeld                           | HafenGold Offenbach – Außenanlagen Wohnensemble Hafeninsel                                                                    | club L94 Landschaftsarchitekten (Burkhard Wegener, Frank Flor, Jörg Homann, Götz Klose), Köln |
| 2019   | Pflanzenverwendung                   | HafenGold Offenbach – Außenanlagen Wohnensemble Hafeninsel                                                                    | club L94 Landschaftsarchitekten (Burkhard Wegener, Frank Flor, Jörg Homann, Götz Klose), Köln |
| 2019   | Natur und Landschaftserleben         | Magie von Licht und Schatten – der Kurwaldpark in Bad Lippspringe                                                             | A.W. Faust, Sinai Gesellschaft von Landschaftsarchitekten mbH, Berlin |
| 2019   | Sport, Spiel, Bewegung               | Volmepark, Kierspe | Franz Reschke, Berlin |
| 2019   | Junge Landschaftsarchitektur         | Naturkabinett & Jahresbaumgarten, Dechow                                                                                      | Paul Giencke, gm013 landschaftsarchitektur, Berlin |
| 2019   | Landschaftsarchitektur im Detail     | Rathausumfeld Wedding, Berlin                                                                                                 | Sofia Petersson, Moritz Schloten, ANNABAU Architektur und Landschaft GmbH, Berlin |
| 2019   | Internationale Projekte              | Koningin Julianaplein, Vaals (Niederlande)                                                                                    | club L94 Landschaftsarchitekten (Burkhard Wegener, Frank Flor, Jörg Homann, Götz Klose), Köln |
| 2019   | Arbeitsumfeld                        | Arbeitsboulevard – OTTO-Space, Hamburg-Bramfeld                                                                               | WES LandschaftsArchitektur, Hamburg |

Anmerkungen: